# Szőr Austin Powers: Őfelsége titkolt ügynöke
A Szőr Austin Powers: Őfelsége titkolt ügynöke (eredeti cím: Austin Powers: International Man of Mystery)  1997-es amerikai vígjáték, kémfilm-paródia. A film az első epizódja az Austin Powers-filmeknek. A főszerepet a film írója és koproducere, Mike Myers játssza, mindjárt kettős szerepben: ő alakítja a címszereplő titkosügynököt, Austin Powerst, és nemezisét, Dr. Genyát. A mellékszerepekben Elizabeth Hurley, Mimi Rogers, Michael York és Robert Wagner láthatók.

## Történet
1967-ben Austin Powers brit titkosügynök túlél egy merényletkísérletet egy klubban, amit ősellensége, Dr. Genya tervezett meg ellene. A támadás után elmenekül rakétájával és hibernáltatja magát. Austin önként jelentkezik, hogy őt is hibernálják, hogy ha Dr. Genya egyszer visszatér, akkor újra felvehesse vele a harcot.
Harminc évvel később, 1997-ben Dr. Genya visszatér, és azzal szembesül, hogy jobbkeze, Második, eddigre felépített egy teljesen legális és nyereséges vállalkozást, a Virtucont. Dr. Genyát nem érdekli az üzlet, hanem azt tervezi, hogy nukleáris fegyvereket lop, aztán megzsarolja a világ kormányait, hogy fizessenek neki egymillió dollárt. Amikor közlik vele, hogy az infláció miatt ez ma már nem akkora tétel, megváltoztatja ezt, és egyszázmiiiliárd dollárt követel. Azt is megtudja, hogy míg hibernálva volt, a lefagyasztott spermájából előállították a fiát, Scottot. Scott egy lázadó tinédzser, akit bánt az apja távolmaradása az életéből, és visszautasítja Dr. Genya mindennemű közeledését.
Mikor hírét veszik a visszatérésnek, a védelmi minisztérium kiolvasztja Austint is, aki mellé Vanessa Kensingtont osztják be – annak a Mrs. Kensingtonnak a lányát, aki a hatvanas években Austin partnere volt. Vanessa nem érti, hogy lelkesedhet az anyja egy olyan férfiért, aki a szabad szexualitást hangoztatja, rendkívül szőrös, furcsa ruhákat hord, és a fogai is csálék. Házas feleknek adják ki magukat (Austin a "Happy Days" című sorozatból kölcsönzött névvel Richie Cunninghamnek hívja magát, Vanessát pedig Oprah-nak), és Las Vegasba mennek, hogy megtalálják Másodikat. Vele és kísérőjével, Alotta Faginával találkoznak egy kaszinóban. Fagina szobájában megtalálja a tervrajzokat, melyekből megtudja, hogy Dr. Genya egy hatalmas nukleáris rakétát akar a Föld magjába küldeni, hogy azzal világszerte vulkánkitöréseket idézzen elő. A nő elcsábítja Austint, hogy az lebuktassa magát, majd Dr. Genya robotokat küld ellene: a nőkre megszólalásig hasonlító gépeknek gépfegyvert épített a mellébe és azokkal lőnek.
Austin megmenekül és Vanessával elindulnak Dr. Genya főhadiszállására. Ott az egyik bérgyilkosa támad rájuk, aki a cipőjét dobálja. Eközben az ENSZ enged a zsarolásnak, de Dr. Genyát nem érdekli és akkor is megindítja a tervét. Miközben Vanessa erősítésért megy, Austin leszámol egy újabb csapat robottal, méghozzá úgy, hogy ellenállhatatlan sztriptízt mutat be nekik. Megérkezik az erősítés, Austin összecsap Dr. Genyával, csakhogy Alotta Fagina túszul ejti Vanessát. Ekkor érkezik meg Második, akinek elege lesz az egészből, és legális üzleti ajánlatot tesz Austinnak. Dr. Genya egy csapóajtón keresztül kidobja Másodikat, majd aktiválja az önmegsemmisítő rendszert és elmenekül. Austin és Vanessa is épphogy tudnak csak megmenekülni.
A film végére Vanessa enged Austin csábításának, és végül összeházasodnak. A mézeshetek alatt megtámadja őket a cipőket dobáló bérgyilkos, akit Austin egy pénisznagyobbító pumpa segítségével ártalmatlanít. Dr. Genya rakétája segítségével ismét az űrben van, és csak azt várja, hogy mikor térhet vissza.

## Szereplők
| Szereplő                | Színész          | Magyar hang      |
| ----------------------- | ---------------- | ---------------- |
| Austin Powers Dr. Genya | Mike Myers       | Józsa Imre       |
| Vanessa Kensington      | Elizabeth Hurley | Prókai Annamária |
| Mrs. Kensington         | Mimi Rogers      | Kovács Nóra      |
| Basil Exposition        | Michael York     | Szakácsi Sándor  |
| Második                 | Robert Wagner    | Kránitz Lajos    |
| Frau Farszagú           | Mindy Sterling   | Koffler Gizi     |
| Scott                   | Seth Green       | Seszták Szabolcs |
| Alotta Fagina           | Fabiana Udenio   | Németh Borbála   |
| Musztafa                | Will Ferrell     | Bicskey Lukács   |
| Cowboy                  | Tom Arnold       | Rosta Sándor     |
| Pszichológus            | Carrie Fisher    | Hirling Judit    |
| Gilmour parancsnok      | Charles Napier   | Garai Róbert     |

## Forgatás
Mike Myers a karaktert saját zenekarához, az 1960-as évek stílusában zenélő Ming Tea együtteshez találta ki azután, hogy kiszállt a Saturday Night Live című műsorból. A filmet és a karaktert is az 1960-as évek brit popkultúrája ihlette, köztük James Bond, Peter Sellers, a Beatles, a Goodies, Peter Cook és Dudley Moore.
Dr. Genyát, pontosabban annak beszédmodorát a Saturday Night Live produceréről, Lorne Michaels-ről Dana Carvey által készített paródia ihlette. Myers eredetileg nem akart két szerepet is eljátszani, ezért felkérte Jim Carreyt, hogy játssza el ő. Ő benne is lett volna, de a forgatás éppen ütközött a Hanta Boy című filmmel. Így végül Myers alakította a karaktert.
Myers saját bevallása szerint a film kb. 30-40 százaléka improvizáció volt.

## Kulturális hatások
Austin Powers egyik filmbeli kijelentése, az "én is szeretek sokat kockáztatni" (angolul "I also like to live dangerously") internetes mémmé vált.
Az Egyesült Királyság Igazságügyi Minisztériuma a film után azt jelentette, hogy hetente legalább egy ember van, aki szeretné második névként felvenni a Danger ("Veszélyes") nevet. Ez azért volt így, mert a filmben Austin Powers azt állította, hogy "a Veszélyes a középső nevem". A kijelentés mindazonáltal nem ebben a filmben hangzott el először, hanem már korábbi brit filmekben is szerepelt.
Daniel Craig egy 2006-os interjúban elmondta, hogy az Austin Powers-filmeknek nagy szerepük volt abban, hogy a későbbi James Bond-filmek komolyabb hangvételűek lettek. A korábbi Bond-filmek gegjeit ugyanis a kiparodizálásuk után már végképp nem lehetett komoly képpel előadni.

## Fordítás
- Ez a szócikk részben vagy egészben  az   Austin Powers: International Man of Mystery című angol Wikipédia-szócikk ezen változatának fordításán alapul.  Az eredeti cikk szerkesztőit annak laptörténete sorolja fel. Ez a jelzés csupán a megfogalmazás eredetét és a szerzői jogokat jelzi, nem szolgál a cikkben szereplő információk forrásmegjelöléseként.